# Pöllöselkä
Pöllöselkä är en cirka 5 kilometer lång vik i sjön Näsijärvi i Tammerfors i Birkaland. Innerst i viken ligger byn Terälahti.